# 新瓦肖城 (內華達州)
新瓦肖城（英語：New Washoe City）是位於美國內華達州瓦肖縣的非建制地區。

## 地理
新瓦肖城所處的海拔為高於海平面1554米（即5098英呎），而該地所採用的時區為UTC-8，即太平洋时区（PST）。同時該地設有夏令時間，為UTC-8調快一小時，即UTC-7（PDT）。